# Макаров, Анатолий Васильевич
Анатолий Васильевич Макаров (бел. Анатоль Васілевіч Макараў; род. 10 апреля 1996, Ратомка, Минская область) — белорусский футболист, полузащитник футбольного клуба «Ротор»

## Карьера

### «Слоним-2017»
Воспитанник футбольной академии жодинского «Торпедо-БелАЗ». В 2013 году футболист стал выступать за дублирующий состав клуба. В 2015 году футболист стал подтягиваться к играм с основной командой клуба, однако на поле так и не вышел, продолжая выступать за дублирующий состав. В марте 2018 года футболист на права арендного соглашения присоединился к «Слониму-2017» до конца сезона. Дебютировал за клуб футболист 7 апреля 2018 года в матче против «Лиды», выйдя на замену на 75 минуте. Дебютными забитыми голами за клуб футболист отличился 27 мая 2018 года в матче против «Сморгони», оформив хет-трик. На протяжении сезона футболист выступал за клуб в роли одного из ключевых игроков, отличившись 3 забитыми голами. По итогу сезона футболист вместе с клубом завершил чемпионат на итоговом седьмом месте. По окончании срока арендного соглашения футболист покинул слонимский клуб.

### «Смолевичи»
В январе 2019 года футболист на правах свободного агента перешёл в «Смолевичи». Дебютировал за клуб футболист 13 апреля 2019 года в матче против «Барановичей», выйдя на поле в стартовом составе. В следующем матче 20 апреля 2019 года против светлогорского «Химика» футболист отличился своим дебютным забитым голом. На протяжении сезона футболист выступал за клуб в роли одного из ключевых игроков смолевичского клуба, отличившись 6 забитыми голами во всех турнирах. По итогу сезона футболист вместе с клубом стал серебряным призёром чемпионата, заработав прямое повышение в Высшую лигу.
Новый сезон за клуб футболист начал 20 марта 2020 года с дебютного матча в рамках чемпионата против брестского «Динамо», выйдя на поле в стартовом составе и отличившись результативной передачей. Первым в сезоне забитым голом за клуб футболист отличился 29 мая 2020 года в матче против жодинского «Торпедо-БелАЗ». По итогу тура данный гол был признан лучшим. На протяжении сезона футболист продолжал выступал за клуб в роли ключевого игрока, отличившись 3 забитыми голами и 3 результативными передачами. По итогу сезона футболист вместе с клубом заняли итоговое последнее место в чемпионате, вылетев в Первую лигу. В декабре 2020 года футболист покинул смолевичский клуб.

### «Торпедо-БелАЗ»
В январе 2021 года футболист на правах свободного агента вернулся в жодинское «Торпедо-БелАЗ». Дебютировал за клуб футболист 19 марта 2021 года в матче против мозырской «Славии», выйдя на поле в стартовом составе. Первым результативным действием за клуб футболист отличился 19 июня 2021 года в матче против речицкого «Спутника», отдав голевую передачу. В июле 2021 года футболист вметсе с клубом отправился на квалификационные матчи Лиги конференций УЕФА. Первый матч в рамках еврокубкового турнира футболист сыграл 22 июля 2021 года против датского «Копенгагена». По итогу ответной встречи 29 июля 2021 года датский «Копенгаген» также оказался сильнее и прошёл в следующий квалификационный раунд. На протяжении сезона футболист выступал за жодинский клуб в роли одного из основных игроков, чередуя матчи в стартовом составе и со скамейки запасных, отличившись своей единственной результативной передачей. По итогу сезона футболист вместе с клубом завершил чемпионат на итоговом восьмом месте.
Новый сезон футболист начал 9 марта 2022 года с четвертьфинального матча Кубка Беларуси против борисовского БАТЭ, выйдя на поле в стартовом составе. По итогу ответной встречи 13 марта 2024 года борисовский БАТЭ оказался сильнее и прошёл в следующий раунд. Первый матч в чемпионате футболист сыграл 19 марта 2022 года против гродненского «Немана», выйдя на поле в стартовом составе. Первым результативным действием за клуб в сезону футболист отличился 26 августа 2022 года в матче против дзержинского «Арсенала», отдав голевую передачу. На протяжении сезона футболист продолжал выступать в роли одного из ключевых игроков клуба, отличившись 2 результативными передачами. По итогу сезона футболист вместе с клубом завершил чемпионат на итоговом восьмом месте. Следующий сезон 2023 года футболист начинал в составе жодинского клуба, однако вскоре выбыл из распоряжения клуб из-за запрета Министерства Спорта выступать футболисту в рамках Высшей лиги. Также вместе с клубом стал обладателем Кубка Беларуси. В июле 2023 года футболист покинул жодинский клуб, так и не получив разрешение на выступления в белорусском чемпионате.

### «Арсенал» Тула
В июле 2023 года появилась информация, что футболист близок к переходу в тульский «Арсенал». В конце июля 2023 года футболист официально присоединился к российскому клуб, с которым заключил однолетний контракт. Дебютировал за клуб футболист 28 июля 2023 года в матче против клуба «Акрон», выйдя на поле в стартовом составе. Первым результативным действием за клуб футболист отличился 28 августа 2023 года в матче против московского «Торпедо», отдав голевую передачу. Дебютный гол за клуб футболист забил 22 октября 2023 года в матче против краснодарской «Кубани». В ноябре 2023 года появилась информация о том, что российский клуб намерен продлить контракт с футболистом. По итогу сезона футболист вместе с клубом завершил чемпионат на итоговом четвёртом месте, отправившись в стыковые матчи на повышение в классе, где по сумме встреч уступили клубу «Пари Нижний Новгород». На протяжении сезона футболист выступал за клуб в роли одного из ключевых игроков, отличившись 3 забитыми голами и 5 результативными передачами. В июне 2024 года футболист покинул тульский клуб.

### «Сочи»
В июне 2024 года сообщалось, что футболист присоединился к российскому «Сочи», подписав двухлетний контракт. Официально футболист на правах свободного агента присоединился к клубу 25 июня 2024 года, с которым подписал однолетний контракт. Дебютировал за клуб футболист 14 июля 2024 года в матче против «Урала», выйдя на поле в стартовом составе. Первым результативным действием за клуб футболист отличился 1 сентября 2024 года в матче против «Тюмени», отдав голевую передачу. Однако закрепиться в основной команде клуба у футболиста не получилось, начиная с октября 2024 года перестал на постоянной основе попадать в заявку на матчи. По итогу сезона футболист вместе с клубом завершил чемпионат на итоговом пятом месте и из-за неполучении лицензии у новороссийского «Черноморца» отправились в стыковые матчи против клуба «Пари Нижний Новгород», в которым сам футболист участие не принимал. Всего за сезон футболист успел отличиться 2 результативными передачами во всех турнирах. В июне 2025 года футболист покинул клуб по окончании срока действия контракта.

### «Ротор»
В июне 2025 года футболист на правах свободного агента перешёл в волгоградский «Ротор», подписав контракт до конца сезона с опцией продления ещё на сезон.

## Семья
- Брат-близнец Степан Макаров (род. 1996) — профессиональный футболист.

## Достижения
«Торпедо-БелАЗ»
- Обладатель Кубка Беларуси: 2022/23